# Макромолекулярний ізоморфізм
Макромолекулярний ізоморфізм (рос. макромолекулярный изоморфизм, англ. macromolecular isomorphism) — статистична співкристалізація різних структурних повторювальних ланок, які можуть належати або до ланцюга того ж кополімера (кополімерний ізоморфізм) чи походити з іншого гомополімерного ланцюга (гомополімерний ізоморфізм).